# 钟 (李斯特)
《钟》（義大利語：La campanella，意为小钟），是由匈牙利作曲家弗朗茨·李斯特创作的《帕格尼尼大練習曲》（Grandes études de Paganini, S. 141，1851年）6首中的第3首，为钢琴独奏曲。这部作品是早前1838年的 Études d'exécution transcendente d'après Paganini（S. 140）的修订版本。《钟》是根据尼可罗·帕格尼尼的小提琴协奏曲《B小调第2号小提琴協奏曲》第三乐章“钟声回旋曲”改编而成，改编后的旋律更加神似手摇铃。
这首练习曲以高跨度、多双音、多同音轮指等等诸多特色而闻名，钢琴演奏技巧水平要求極高。

## 乐曲简介
关于《钟》的创作时间说法不一。1831年，李斯特在听过帕格尼尼的音乐会后深受感动，产生了改编这些乐曲的想法。1838年该作品即被收录到《帕格尼尼大练习曲》的原稿当中。
《钟》为三段式结构，升G小调，6/8拍。其各段落多次变化因而有变奏曲和回旋曲的特点。其前奏由左右手交替演奏，两个音之间相隔八至十六度，力度变化由P到渐弱，模仿被敲击的钟声。整首乐曲速度较为轻快，运用了高难度及复杂的演奏技巧，包括了远距离音程的敏捷跳跃、八度的快速重复音、单手同时旋律和颤音、快速的跑动音群等。
这首曲目也曾被其他作曲家和钢琴家改编过，其中较为出名的有费卢西奥·布索尼和马克-安德鲁·哈默林。

## 外部連結
- 李斯特《帕格尼尼大練習曲》：国际乐谱典藏计划上的乐谱